# Porcia
Porcia là một đô thị ở tỉnh Pordenone trong vùng Friuli-Venezia Giulia, có cự ly khoảng 100 km về phía tây bắc của Trieste và khoảng 3 km về phía tây của Pordenone. Tại thời điểm ngày 31 tháng 12 năm 2004, đô thị này có dân số 14.316 người và diện tích là 29,5 km².
Đô thị Porcia có các frazioni (các đơn vị cấp dưới, chủ yếu là các làng) Palse, Pieve, Rondover, Rorai Piccolo, Sant'Antonio, Spinazzedo, và Talponedo.
Porcia giáp các đô thị: Brugnera, Fontanafredda, Pasiano di Pordenone, Pordenone, Prata di Pordenone, Roveredo in Piano.